# Cyclaspis
Genre
Cyclaspis est un genre de crustacés appartenant à la classe des malacostracés, à l'ordre des cumacés et à la famille des Bodotriidae.

## Espèces
Cyclaspis adiastolos - 
Cyclaspis affinis - 
Cyclaspis agrenosculpta - 
Cyclaspis alba - 
Cyclaspis alveosculpta - 
Cyclaspis amamiensis - 
Cyclaspis andersoni - 
Cyclaspis antipai - 
Cyclaspis argus - 
Cyclaspis aspera - 
Cyclaspis australis - 
Cyclaspis australora - 
Cyclaspis bacescui - 
Cyclaspis bengalensis - 
Cyclaspis bicornis - 
Cyclaspis bidens - 
Cyclaspis bituberculata - 
Cyclaspis bovis - 
Cyclaspis breedyae - 
Cyclaspis brevipes - 
Cyclaspis cana - 
Cyclaspis candida - 
Cyclaspis candidoides - 
Cyclaspis caprella - 
Cyclaspis carinobacata - 
Cyclaspis chaunosculpta - 
Cyclaspis cheveyi - 
Cyclaspis cingulata - 
Cyclaspis clarki - 
Cyclaspis coelebs - 
Cyclaspis concepcionensis - 
Cyclaspis concinna - 
Cyclaspis cooki - 
Cyclaspis costata - 
Cyclaspis cottoni - 
Cyclaspis cretata - 
Cyclaspis cristulata - 
Cyclaspis daviei - 
Cyclaspis decora - 
Cyclaspis dentifrons - 
Cyclaspis dictyota - 
Cyclaspis dolera - 
Cyclaspis elegans - 
Cyclaspis erugatus - 
Cyclaspis exsculpta - 
Cyclaspis formosae - 
Cyclaspis fulgida - 
Cyclaspis gezamuelleri - 
Cyclaspis gibba - 
Cyclaspis gigas - 
Cyclaspis globosa - 
Cyclaspis goesi - 
Cyclaspis gracialis - 
Cyclaspis granulata - 
Cyclaspis granulosa - 
Cyclaspis hayeae - 
Cyclaspis herdmani - 
Cyclaspis hornelli - 
Cyclaspis indoaustralica - 
Cyclaspis iorgui - 
Cyclaspis iphinoides - 
Cyclaspis jamaicensis - 
Cyclaspis jonesi - 
Cyclaspis juxta - 
Cyclaspis kensleyi - 
Cyclaspis kerguelenensis - 
Cyclaspis levis - 
Cyclaspis linguiloba - 
Cyclaspis lissa - 
Cyclaspis longicaudata - 
Cyclaspis longipes - 
Cyclaspis lucida - 
Cyclaspis magna - 
Cyclaspis marisrubri - 
Cyclaspis mawsonae - 
Cyclaspis mexicansis - 
Cyclaspis micans - 
Cyclaspis mjoebergi - 
Cyclaspis mollis - 
Cyclaspis munda - 
Cyclaspis nalbanti - 
Cyclaspis nitida - 
Cyclaspis nubila - 
Cyclaspis ornosculpta - 
Cyclaspis oxyura - 
Cyclaspis perelegans - 
Cyclaspis persculpta - 
Cyclaspis peruana - 
Cyclaspis petrescui - 
Cyclaspis picta - 
Cyclaspis pinguis - 
Cyclaspis platymerus - 
Cyclaspis popescugorji - 
Cyclaspis prolifica - 
Cyclaspis pruinosa - 
Cyclaspis pseudolongicaudata - 
Cyclaspis pura - 
Cyclaspis purpurascens - 
Cyclaspis pusilla - 
Cyclaspis pustulata - 
Cyclaspis quadrituberculata - 
Cyclaspis quadruplicata - 
Cyclaspis reticulata - 
Cyclaspis richeri - 
Cyclaspis roccatagliatae - 
Cyclaspis rudis - 
Cyclaspis sabulosa - 
Cyclaspis sallai - 
Cyclaspis scissa - 
Cyclaspis sculptilis - 
Cyclaspis sheardi - 
Cyclaspis sibogae - 
Cyclaspis similis - 
Cyclaspis simonae - 
Cyclaspis simula - 
Cyclaspis spectabilis - 
Cyclaspis spilotes - 
Cyclaspis sterreri - 
Cyclaspis stocki - 
Cyclaspis striata - 
Cyclaspis strigilis - 
Cyclaspis strumosa - 
Cyclaspis subgrandis - 
Cyclaspis sublevis - 
Cyclaspis supersculpta - 
Cyclaspis tasmanica - 
Cyclaspis testudinum - 
Cyclaspis thomsoni - 
Cyclaspis tranteri - 
Cyclaspis tribulis - 
Cyclaspis triplicata - 
Cyclaspis unicornis - 
Cyclaspis uniplicata - 
Cyclaspis ursulae - 
Cyclaspis usitata - 
Cyclaspis vargasae - 
Cyclaspis variabilis - 
Cyclaspis varians - 
Cyclaspis variosculpta - 
Cyclaspis zealandiaensis